# Unione dei comuni Ovest Lago Varese
L'Unione dei comuni Ovest Lago Varese è stata l'unione dei comuni di Bardello, Bregano e Malgesso, in provincia di Varese, per una superficie complessiva di 7,58 km².
Scopo principale dell'Unione era quello di esercitare in gestione associata per i Comuni aderenti diverse funzioni e servizi al fine di migliorare la qualità dei servizi erogati e di ottimizzare le risorse economico-finanziarie, umane e strumentali.
L'unione ha cessato le proprie funzioni il 1º gennaio 2023 in seguito alla creazione dell'unico comune di Bardello con Malgesso e Bregano.